# Start all over again
「start all over again」（スタート・オール・オーバー・アゲイン）はrumania montevideoの5枚目のシングル。

## 内容
テレビ朝日系『目撃!ドキュン』エンディングテーマで、100位以内にランクインしたシングルは本作で最後となった。

## 収録曲
1. start all over again
作詞：三好真美 作曲：三好誠 編曲：三好誠・古井弘人
2. my life
作詞：三好真美 作曲・編曲：三好誠
3. start all over again (instrumental)

## レコーディング参加
- 古井弘人（GARNET CROW） - キーボード
- ふるかわ魔法（4D-JAM） - コーラス